# La Sala (Folgueroles)
La Sala és una masia de Folgueroles (Osona) inclosa a l'Inventari del Patrimoni Arquitectònic de Catalunya.

## Descripció
Es tracta d'una masia de tipus senyorial. És de planta gairebé quadrada i coberta a quatre vessants. Per la part de llevant s'uneix a la masoveria. La façana està situada a migdia presenta dos portals rectangulars a la planta un dels quals es sobreposa a un antic arc rebaixat, al primer pis s'hi obren balcons i al segon badius. A la part de ponent s'hi distribueix diverses finestres i una galeria inscrita dins d'un arc de mig punt a nivell del primer pis. El mur nord dona al carrer conegut per la rambla, i a nivell de planta hi ha petites obertures amb reixes de ferro forjat i amb arcades a l'interior. A la part de ponent, hi ha un portal que tanca la lliça i els jardins, el qual llueix l'escut d'armes de la casa i presenta unes decoracions amb boles de pedra, decoracions herrerianes que també trobem a l'església parroquial. Construïda amb lleves de pedra unides amb morter de calç i alguns sectors arrebossats al damunt. Els elements de ressalt són de pedra picada i badius de totxo.
La masia, és avui convertida en masoveria d'una casa senyorial. De planta rectangular, coberta a dues vessants i amb el carener perpendicular a la façana orientada a migdia. Consta de planta baixa, pis i golfes. Presenta un portal rectangular i dues finestres a la planta baixa, una finestra i dos balcons al pis i una finestra a les golfes. Al mur de llevant s'adossa una cabana coberta a dues vessants, la de llevant més prolongada. El portal és d'arc de mig punt i l'extrem de llevant dona l'aparença de ser un afegitó. A ponent s'adossa un ampli casal senyorial. Davant la casa hi ha un espai enjardinat i una lliça, amb un portal d'accés a llevant i un altre a ponent. És construïda amb lleves de pedra unida amb morter de fang. Les obertures són de pedra ben treballada.

## Història
La primera notícia que hi ha de la casa data del 2 d'agost de 1227 en què el prior de Santa Maria de Ripoll en fa donació a favor de Guillem de Girona. L'any 1247 es referma l'establiment amb l'obligació de conservar les tines de vi i les sitges de blat. Fou segurament una de les masies que quedà deshabitada amb la pesta negra, ja que el 1435 el monestir de Ripoll en feia nova donació a Marc Sala. Un successor seu, en Josep Sala, fou nomenat capità d'infanteria de la vegueria de Vic l'any 1667 i distingit amb el títol de ciutadà honrat de Barcelona. La família Sala meresqué una condecoració de Felip V per bé d'unir-se a la causa dels botiflers. Francesc Sala i Prats fou nomenat cavaller del Principat de Catalunya per Ferran VI l'any 1794 i fou privilegiat amb l'escut d'armes. Al segle xviii s'entroncaren amb la família Bru i passaren a anomenar-se Bru de Sala. Com moltes masies benestants de la comarca, la Sala fou ampliada i reformada. Es va crear un habitatge pels amos i l'altre per als masovers, estructura que encara avui manté. Fins a la guerra de 1936 la masia estava envoltada per un ampli mur que abastava gran part de l'actual plaça Verdaguer.